# اريانا مياموتو
اريانا مياموتو (باليابانية: 宮本エリアナ؛ بالكانا: みやもと エリアナ) هي متسابقة ملكة الجمال وعارضة يابانية، ولدت في 12 مايو 1994 في ساسيبو في اليابان.